# Japan Record Award
Japan Record Award (日本レコード大賞 Nihon Rekōdo Taishō?) är ett pris för framstående prestationer i skivindustrin, som hållits årligen sedan 1959.